# سيديجليانو
سيديجليانو هي بلدية في مقاطعة أوديني في منطقة فريولي فينيتسيا جوليا الإيطالية ، وتقع على بعد حوالي 80 كيلومترًا (50 ميلًا) شمال غرب تريست وحوالي 20 كيلومترًا (12 ميلًا) جنوب غرب أوديني .
تقع سيديجليانو على حدود البلديات التالية : كودرويبو ، كوسيانو ، فلايبانو ، ميريتو دي تومبا ، سان جورجيو ديلا، ريتشنڤلدا ، سان مارتينو آل تاليامنتو و ڤالڤاسون .